# Гідрична сукцесія

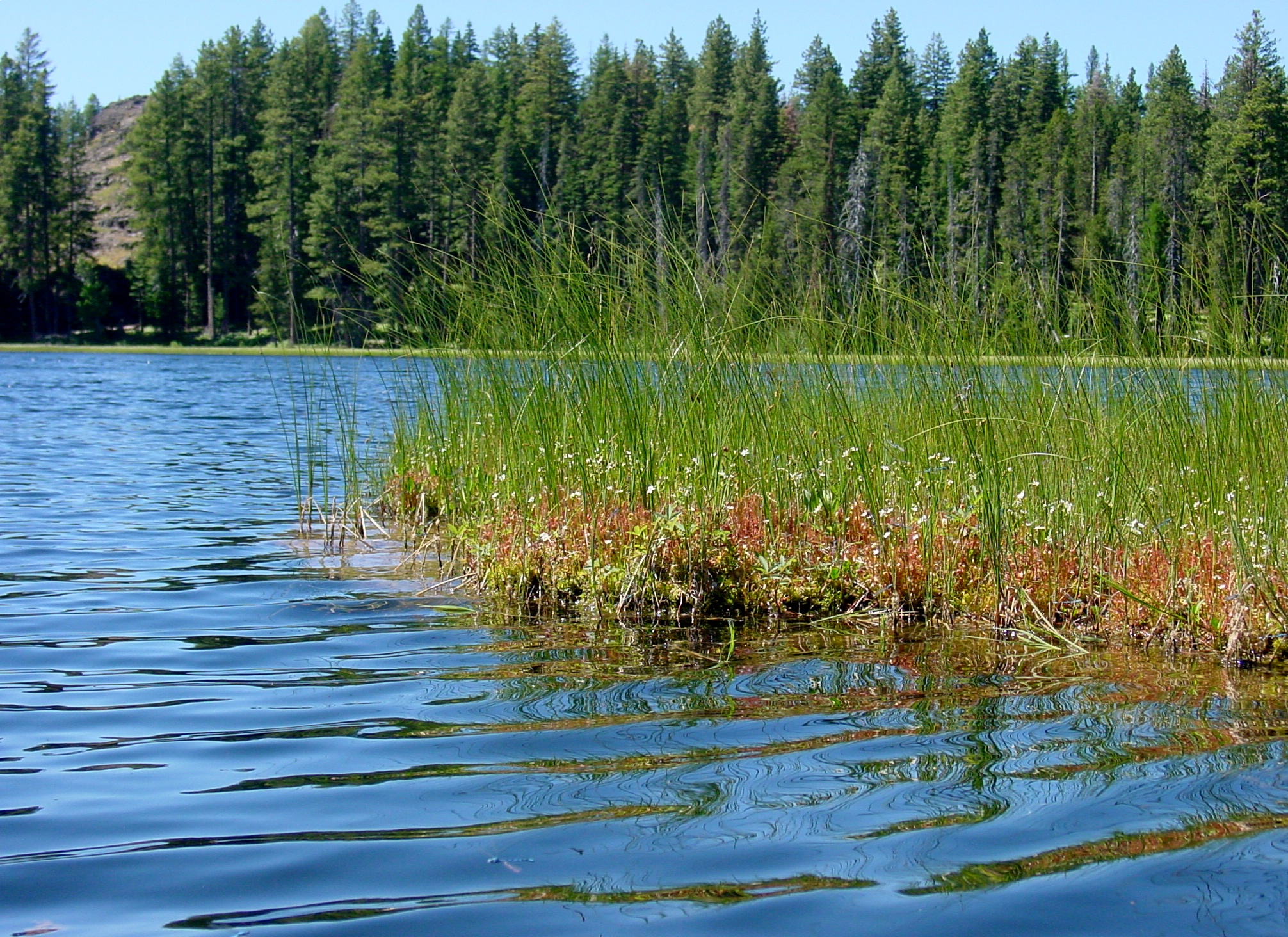

Гідри́чна сукце́сія — сукцесія, яка відбувається у відкритих водах дрібних озер, верхових боліт або маршів. Гідрична сукцесія може бути викликана будь-яким чинником, що знижує глибину води та підсилює аерацію ґрунту дна: природним дренуванням, прогресуючим висиханням або заповненням опадами. Так, гідрична сукцесія на болотах починається з заростання (від краю) всієї поверхні водойми водними рослинами (осоками, сфагнумом) і утворення т. зв. «хиткого килима» (шару рослинності). Такі болота зазвичай називають трясовиною. У міру заповнення болота опадами та детритом, а також подальшого заростання болотними рослинами, починає розвиватися ґрунт, який все більш наближається до звичайної суші, де з'являються чагарники, а потім ліси по торфовищах (ялина чорна або модрина), які зрештою заміщуються місцевими клімаксними видами — березою, кленом або ялицею. Це типовий приклад сукцесії.